# Almoravider

Almoravidimperiet

Almoravider (spanska: almorávides, av arabiska: al-murabitin, marabuter), var berber och en dynasti i nordvästra Afrika och södra Spanien. Dynastin stiftades omkring 1040 av Abdallah ibn-Jasin (död 1058), som med svärdet utbredde islam i en fanatisk form bland berberna mellan Algeriet och Senegal. Hans verk fortsattes av hans härförare Abu-bekr (död 1087) och dennes kusin Jusuf ibn-Tasjfin ("emir" 1061-1106), som grundlade staden Marocko (nuvarande Marrakech i Marocko) (1062); men den egentliga ledaren var Zainab al-Nafzawiyya, Abu-bekrs och sedan Jusufs hustru, vilken betydligt utvidgade dynastins makt. 
Kallad till hjälp av den abbadidiske kalifen el-Mutamid i Sevilla mot Alfons VI av Kastilien, övergick Jusuf till Spanien och slog denne i det blodiga slaget vid az-Zallaqah år 1086. Fastän han högtidligt lovat att låta de många muslimska kaliferna och emirerna i Spanien behålla sina besittningar och för egen del fordrat blott kuststräckan Algeciras, vände han sig vid en ny anmodan om hjälp (1090) i främsta rummet mot dessa sina trosförvanter samt erövrade efter hand Granada, Malaga, Córdoba och Sevilla (1091), Badajoz (1094) och slutligen även Zaragoza (1110), varmed hela det muslimska Spanien fallit i almoravidernas händer. Det var under dessa strider som almoraviderna tillfogade Spaniens nationalhjälte, den samvetslöse äventyraren El Cid, det kännbara nederlag, som vållade hans död. 
Men redan under Jusufs söner Ali (död 1143) och Tasjfin (död 1145) började det almoravidiska väldet sönderfalla, Alfons I av Aragonien erövrade Zaragoza (1118), i Afrika slöt sig den ena provinsen efter den andra till den nya sekten almohaderna, och vid underrättelsen om detta reste sig flerstädes morerna i Spanien mot almoravidernas förtryck. Snart övergick den almohadiske kalifen Abd el-Mumins trupper Gibraltar sund och intog Jerez de la Frontera och Cadiz (1145) samt Sevilla (1147). Samtidigt erövrade Alfons VII av Kastilien provinsen Almeria, vilken han dock sedan måste uppge till Abd el-Mumin (1154), och samma år föll almoravidernas sista fäste, Granada, i almohadernas våld.